# بتغيغان (بنستان)
بتغیغان (بالفارسية: پتگیگان) هي قرية تقع في إيران في قسم بنستان الريفي. يقدر عدد سكانها بـ 15 نسمة بحسب إحصاء 2016.